# The London Muddy Waters Sessions
The London Muddy Waters Sessions è un album in studio del musicista statunitense Muddy Waters, pubblicato nel 1972.

## Tracce
1. Blind Man Blues (Lafayette Leake)	 – 3:30
2. Key to the Highway (McKinley Morganfield) 	 – 2:24
3. Young Fashioned Ways (Willie Dixon) 	 – 4:22
4. I'm Gonna Move to the Outskirts of Town (William Weldon) 	 – 3:54
5. Who's Gonna Be Your Sweet Man When I'm Gone (McKinley Morganfield)	 – 5:03
6. Walkin' Blues (Willie Dixon) 	 – 3:00
7. I'm Ready (Willie Dixon) 	 – 4:08
8. Sad Sad Day (McKinley Morganfield) 	 – 5:15
9. I Don't Know Why (Willie Dixon) 	 – 4:00

## Formazione
- Muddy Waters – slide guitar, voce
- Sammy Lawhorn – chitarra
- Rory Gallagher – chitarra
- Carey Bell Harrington – armonica
- Rick Grech – basso
- George Fortune – piano, organo
- Steve Winwood – piano, organo
- Mitch Mitchell – batteria
- Herbie Lovelle – batteria
- Rosetta Hightower – voce (traccia 1)
- Ernie Royal – tromba
- Joe Newman – tromba
- Garnett Brown – trombone
- Seldon Powell – sassofono

## Premi
- Grammy Award
  - 1973: "Best Ethnic or Traditional Folk Recording"